# Walkover
Walkover (engelska för "gå över"; även stavat walk over; förkortat w.o.) är en term, oftast använd inom sporten, som innebär att ett lag eller en individuell utövare vinner på walkover om motståndaren uteblir från eller avbryter en match. Inom fotbollen sätts resultatet till 3–0 för det vinnande laget.
Termen härstammar från brittisk ridsport där man för att vinna, enligt regler uppsatta av Jockey Club, var tvungen att passera mållinjen även om det inte fanns några motståndare. Fanns inga motståndare var man emellertid förstås inte tvungen att hasta utan kunde gå över mållinjen.
I lagsporter förekommer fenomenet mest i lägre divisioner samt på motionsnivå, där det ibland kan vara svårt att få ihop det antal spelare som reglerna kräver för att starta eller genomföra en match. På elitnivå kan lag som lämnar walkover bli uteslutna från tävlingarna. I lagsporter kan sjuka eller skadade spelare ofta ersättas, men i individuella sporter kan enskilda idrottsmän behöva lämna walkover på grund av exempelvis skada eller sjukdom.
På internationell nivå lämnas walkover oftast på grund av politiska hinder, till exempel krig eller andra våldsamma oroligheter som gör att ett lag helt enkelt inte kan komma till start, och det är oftast bara då det är accepterat. Ibland har walkover också lämnats av politiska skäl, för att man inte vill möta motståndaren. Ett exempel på det senare skedde i tennisturneringen Davis Cup 1974, då Sydafrika vann eftersom Indien lämnade walkover i finalen då indierna inte ville spela mot Sydafrika på grund av dess apartheidpolitik.
På engelska kan termen walkover även användas i andra sammanhang än i tävlingar; jämför acklamation.